# M/S Soya III
M/S Soya III är ett tidigare svenskt tankmotorfartyg, som numera är konferens- och representationsfartyg för Walleniusrederierna.
Soya III beställdes 1935 av det året före nystartade Rederi AB Soya, som idag är moderbolag i Walleniuskoncernen. Det var rederiets första nybygge och byggdes på Lövholmsvarvet i Stockholm med leverans 1936. Fartyget var avsett att i första hand frakta sojaolja, men även bensin. Fartyget förlängdes drygt fyra meter 1939.
Fartyget ritades av den tekniskt ansvarige vid Lövholmsvarvet Arne Sannergren (1910–2002). Det var därvid höga krav på skrovtäthet, varför bordläggningen i lastsektionen nitades med dubbla nitrader.
Rederi AB Soya sålde fartyget under andra världskriget. År 1941 såldes hon i samband med rederiets snabba expansion till Rederi AB Ostenia i Västervik och döptes om till Tankman. Från 1946 var AB Svenska Shell ägare och fartygsnamnet Shell S-8. Därefter ägdes från 1958 hon av partsrederiet G A Granqvist på Donsö och från 1958 av partsrederiet A H Olsson i Göteborg. Under denna period på Västkusten hette hon Rya.
Rya köptes 1966 av det nybildade gotländska Rederi AB Pilen i Lärbro, döptes om till Piltank och fick Kappelshamn som hemmahamn. Hon hade då fortfarande kvar en tvåcylindrig dieselmotor från Jönköpings Mekaniska Werkstad.
Från början av 1970-talet gjordes fler ägarbyten och 1977 byggdes hon om till lustfartyg och omdöptes 1983 till Grimm. I slutet av 1990-talet köptes hon tillbaka av Walleniusrederierna, byggdes om av Oskarshamnsvarvet 2001 och är numera konferens- och representationsfartyg för rederiet under sitt ursprungliga namn.
Soya III har idag Gåshaga i Lidingö som hemmahamn.

## Bildgalleri

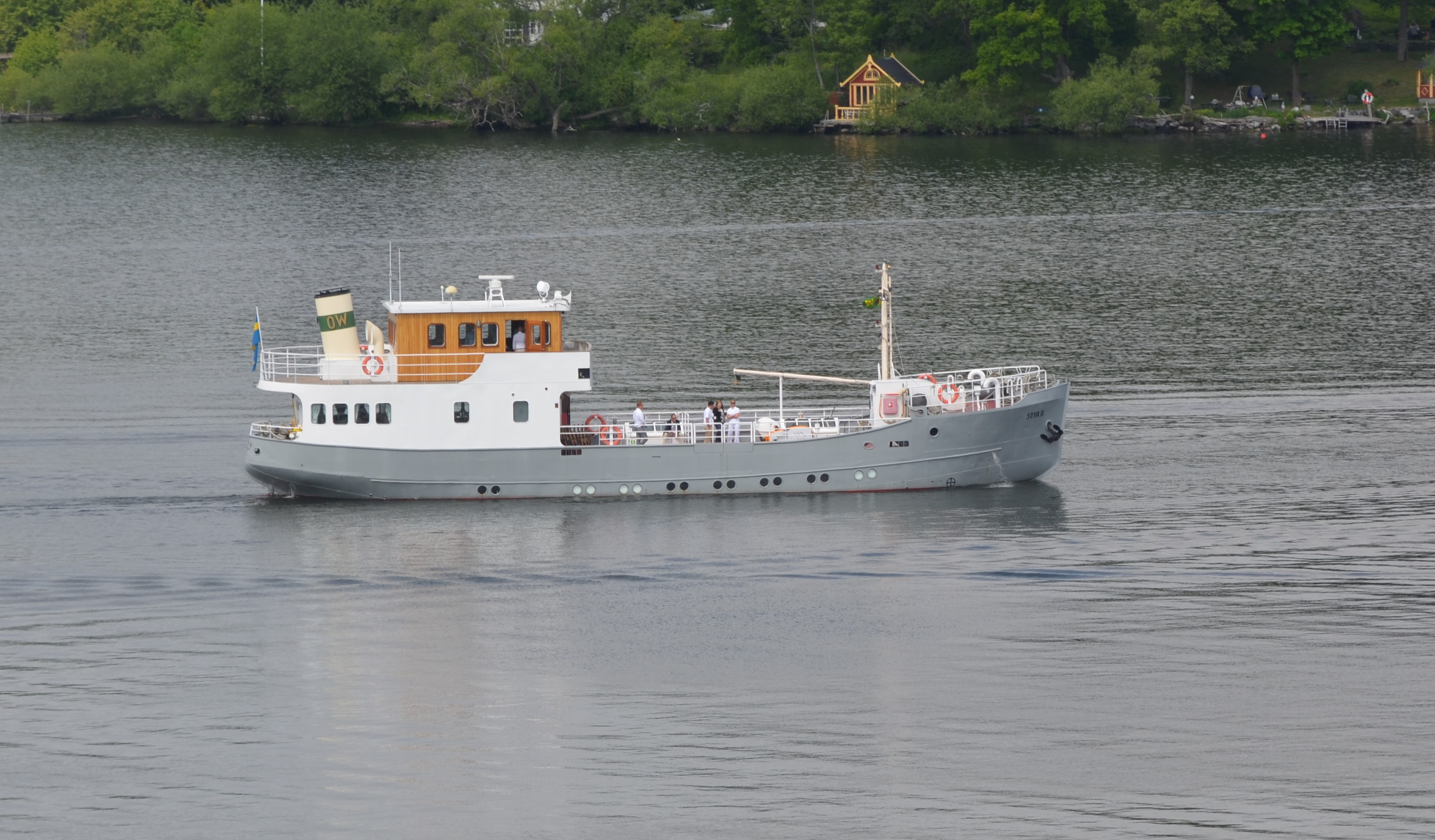
M/S Soya III utanför Björnholmen i Mälaren
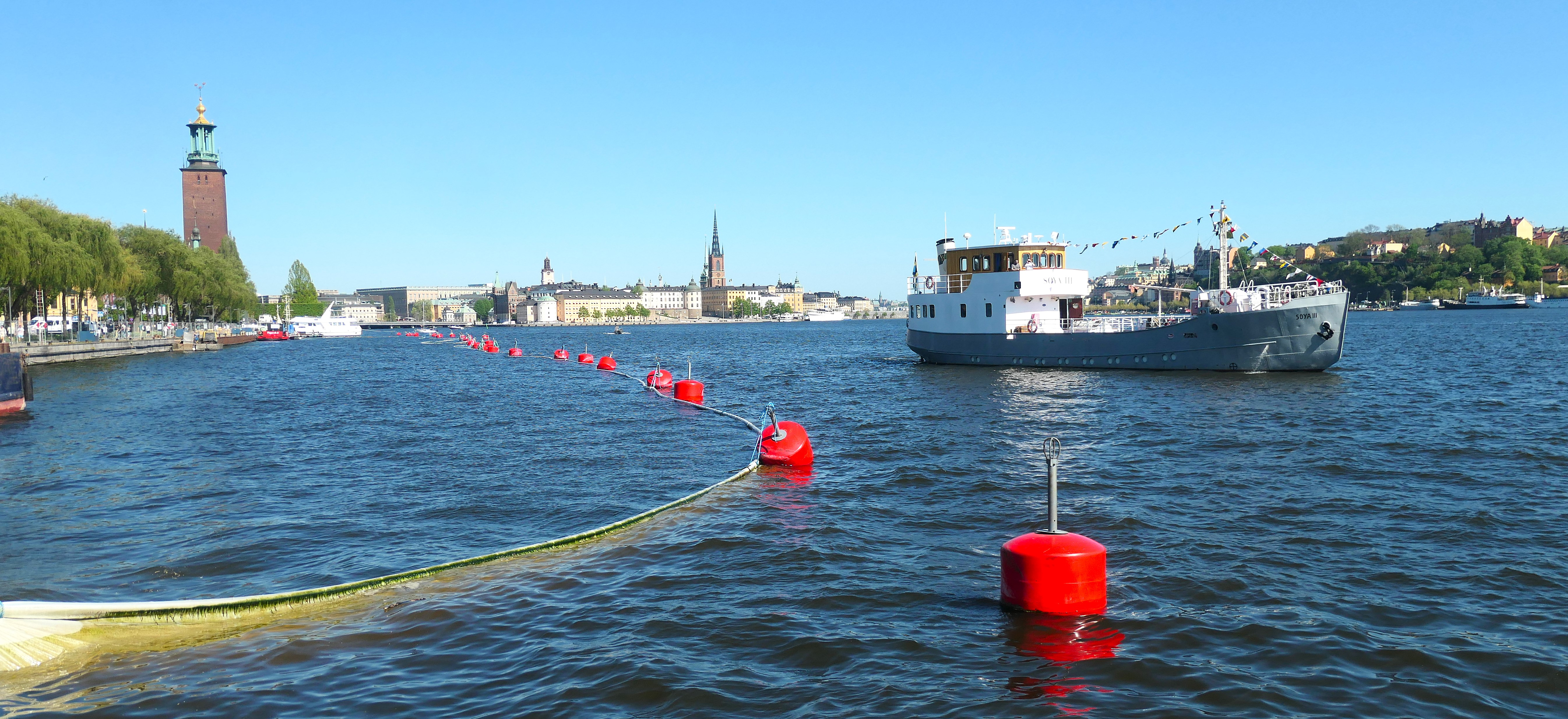
M/S Soya III i Riddarfjärden i Mälaren
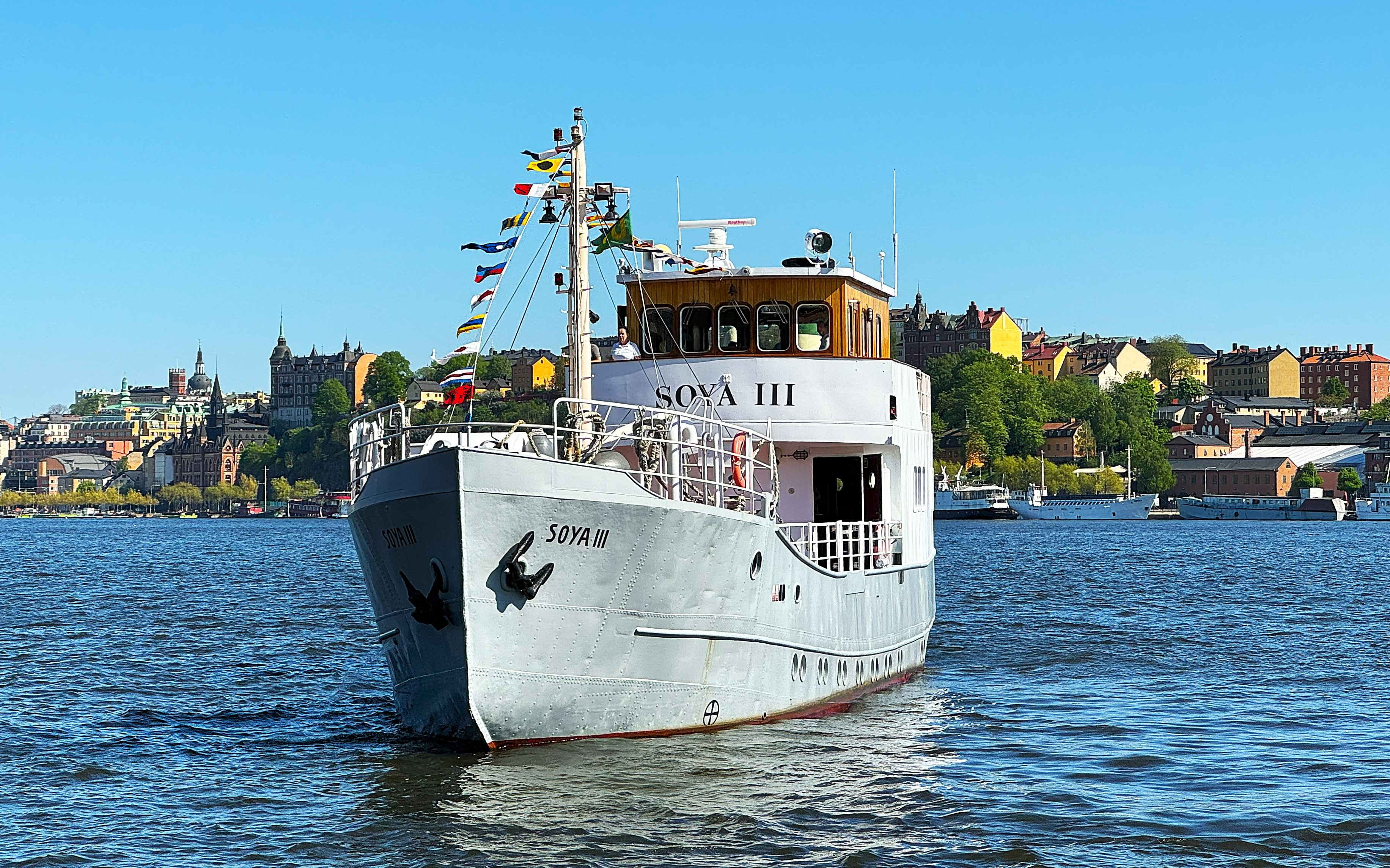
M/S Soya framifrån
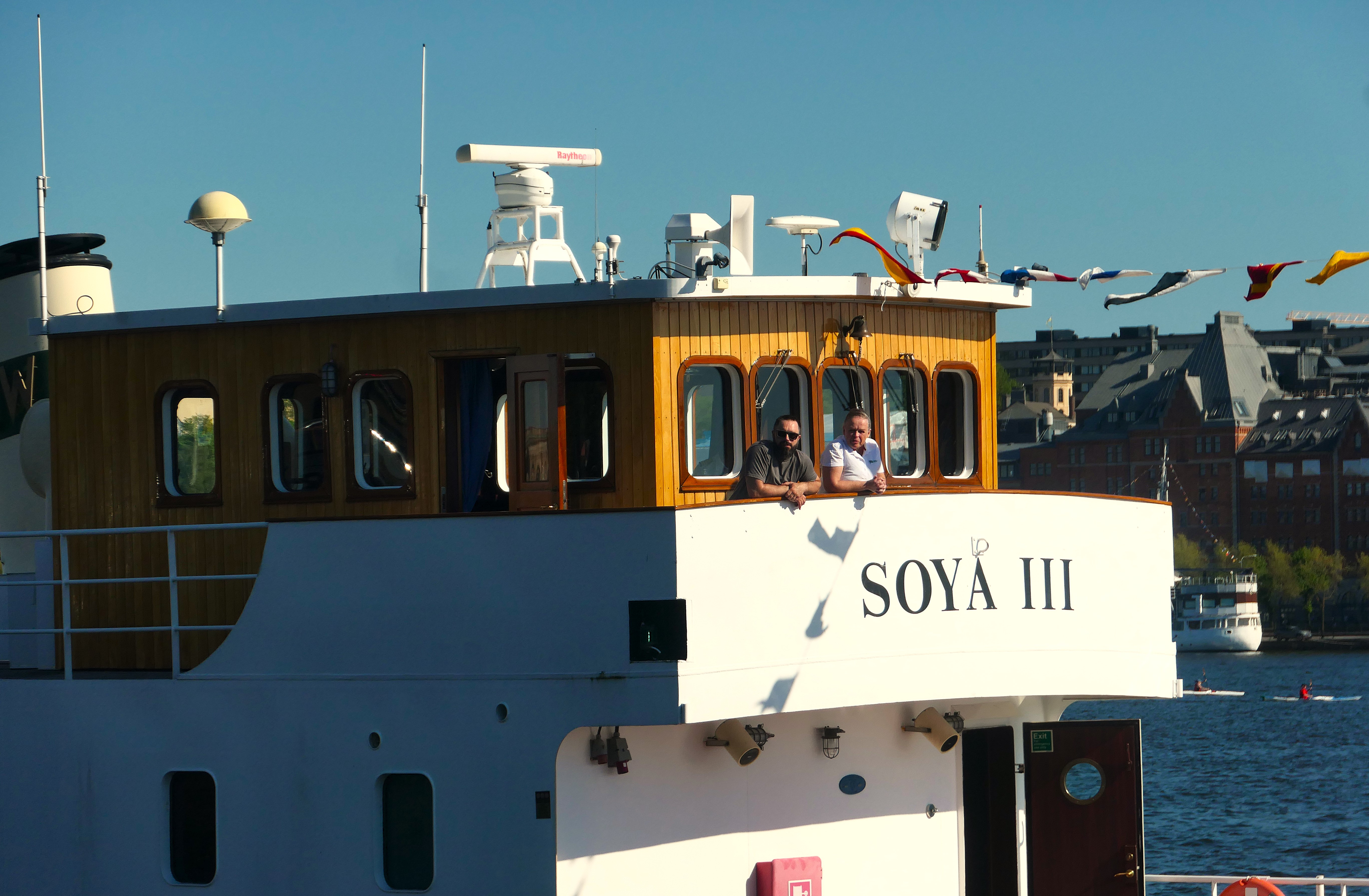
Bryggan